# CDCA8
Borealin là protein ở người được mã hóa bởi gen CDCA8.

## Chức năng
CDCA8 là một thành phần của phức hệ dẫn dắt nhiễm sắc thể (chromosomal passenger complex), cần thiết cho sự ổn định của thoi phân bào lưỡng cực.

## Tương tác
CDCA8 có khả năng tương tác với INCENP, Survivin và Aurora B kinase.